# プレミアム・ベスト
『プレミアム・ベスト』は、小柳ルミ子のベスト・アルバム。2009年7月22日にワーナーミュージック・ジャパンから発売された。

## 解説
- ワーナーブラザーズ・パイオニアとSMSレコードから発売された楽曲で構成された廉価版ベスト・アルバム。
- 全曲シングルのA面曲で構成されている。

## 収録曲
『乱』以外の楽曲の詳細は各ページを参照。
1. 瀬戸の花嫁
  - 4枚目のシングル。
2. 漁火恋唄
  - 6枚目のシングル。
3. お祭りの夜
  - 2枚目のシングル。
4. わたしの城下町
  - 1枚目のシングル。
5. 京のにわか雨
  - 5枚目のシングル。
6. 春のおとずれ
  - 7枚目のシングル。
7. 恋にゆれて
  - 8枚目のシングル。
8. ひとり囃子 〜 "祇園祭"より
  - 12枚目のシングル。
9. 黄昏の街
  - 14枚目のシングル。
10. 雨…
  - 27枚目のシングル。
11. 桜前線
  - 17枚目のシングル。
12. 螢火
  - 31枚目のシングル。
13. 乱
  - 40枚目のシングル。
  - 作詞・FUMIKO、作曲・玉置浩二、編曲・奥慶一
  - 石川ひとみの18枚目のシングル『恋』に異なる歌詞をつけたリメイク楽曲。
14. ジョーク
  - 32枚目のシングル。
15. 今さらジロー
  - 38枚目のシングル。
16. お久しぶりね
  - 37枚目のシングル。

## 関連作品
- 小柳ルミ子のシングルA面曲だけを収録した作品。
  - ゴールデン☆ベスト 小柳ルミ子 シングル・コレクション